# LeRoy
Pour les articles homonymes, voir Leroy.
LeRoy est une ville de la Saskatchewan au Canada.
Nommée Bogend à l'origine, elle a été renommée LeRoy en 1920, incorporée en 1922 et a eu le statut de ville en 1933. Sa population était de 427 habitants en 2011.

## Démographie
| 2001 | 2006 | 2011 | 2016 |
| ---- | ---- | ---- | ---- |
| 413  | 412  | 427  | 450  |